# Верхний Аулаки (шейхство)
Шейхство Верхний Аулаки (араб. مشيخة العوالق العليا‎) — шейхство в Южной Аравии, существовавшее до середины XX века. В разные годы входило в состав британского Протектората Аден, Федерацию Арабских Эмиратов Юга и Федерацию Южной Аравии. Столицей был Саид.

## История
Образовалось в XVIII веке в результате распада султаната Аулаки, на Нижний Аулаки и Верхний Аулаки. Шейхи Верхнего Аулаки добились независимости от одноимённого султаната примерно в этот же период. В конце XIX века шейхство попало под влияние Великобритании и впоследствии стало составной частью Аденского Протектората. Стало одним из основателей и членом Федерации Арабских Эмиратов Юга в 1959 году, и её преемника, Федерации Южной Аравии в 1963 году. Последний шейх, Амир Абд Аллах ибн Мухсин аль-Яслами Аль-Аулаки, был свергнут в августе 1967 года. Шейхство было ликвидировано в ноябре 1967 года после основания Народной Республики Южного Йемена. В настоящее время территория бывшего шейхства входит в состав Йеменской Республики.

## Список шейхов
- Амир Даха — ? — ?
- Амир Яслам ибн Даха — ? — ?
- Амир Али ибн Яслам — ? — ?
- Амир Амм-Дайб ибн Али аль-Яслами аль-Аулаки — ? — ?
- Амир Рувейс ибн Амм-Дайб аль-Яслами аль-Аулаки — ? — ?
- Амир Насир ибн Рувейс аль-Яслами аль-Аулаки — ? — ?
- Амир Фарид ибн Насир аль-Яслами аль-Аулаки — 1871 — 2 января 1883
- Амир Рувейс ибн Фарид аль-Яслами аль-Аулаки — 1883 — 1890
- Амир Амм-Разас ибн Фарид — 1890 — июль 1902
- Амир Мухсин ибн Фарид аль-Яслами аль-Аулаки — 1902 — 1959
- Амир Абдалла ибн Мухсин аль-Яслами аль-Аулаки — 1959 — 28 августа 1967